# Cervellus denticornis
Cervellus denticornis är en stekelart som först beskrevs av Szepligeti 1904.  Cervellus denticornis ingår i släktet Cervellus och familjen bracksteklar. Inga underarter finns listade i Catalogue of Life.